# Moreilândia
Moreilândia est une municipalité brésilienne située dans l'État du Pernambouc.